# Певачко друштво „Момчило”
Певачко друштво "Момчило" је настало 2. априла 1888. године у Пироту.

## Историјат
Иницијативу за основање оваквог друштва је дао Ђока Поповић, кројач. На оснивачкој скупштини су донета правила певачког друштва.
У члану 1. се наводи да је циљ овог друштва да гаји и негује српску и словенску песму и да се стара да омладина развија вољу ка гајењу и распростирању хармоничног певања. Тај циљ друштво треба да постигне "свестраним обрађивањем српске народне песме, отварањем школе за певање, певањем добрих и ваљаних композиција, набавком изврсних музичких дела и оснивањем музичке библиотеке".
Друштво је имало пет врста чланова: редовни, почасни, помажући, утемељивачи и добротвори. "Чланови добротвори јесу сва лица која положе улог друштву од 300 динара једном за свагда а чланови утемељивачи јесу сва она лица која положе друштву 150 динара једном за свагда; помажући чланови плаћају 50 динара".
Приходи друштва су били: приход од друштвених забава, новац који друштво прими од цркава као сталну месечну накнаду за певање, поклони и посмртна завештања племенитих добротвора, добровољни прилози, непредвиђени приходи.
За председника је изабран Гаја Илић. Начелство пиротског округа је предвидело као помоћ годишњу суму од 100 динара за хоровођу, кирију и приредбе. Те године је председник друштва био Милан Стојановић а за организацију и рад овог друштва је најзласлужнији био Карло Маћејка.
Пиротско друштво "Момчило" је на позив савезног београдског певачког друштва, учествовало на свечаном ходу приликом крунисања краља 8. септембра 1904. године под диригентском палицом Карла Маћејке .